# IFB Inklusion durch Förderung und Betreuung
Der IFB Inklusion durch Förderung und Betreuung e.V. ist ein deutscher Verein, der im Jahr 1959 gegründet wurde und sich für Menschen mit Behinderungen engagiert.

## Geschichte
Der Verein wurde ursprünglich als Elterninitiative in Wiesbaden unter dem Namen Interessengemeinschaft für Behinderte gegründet. Heute begleitet, unterstützt und fördert der IFB rund 1500 Betroffene und ihre Angehörigen. Sein Leitbild lautet: „So viel Selbstbestimmung wie möglich, so viel Betreuung wie nötig“.

## Struktur
Zur Realisierung seiner Ziele hat die IFB verschiedene Gesellschaften und Stiftungen gegründet. Bei der IFB-Stiftung selbst, sind die Bereiche Fundraising und Öffentlichkeitsarbeit, Personalverwaltung, Fortbildung, Ehrenamt, die Barrierefreie Beratungsstelle und die Initiative Löwenmut angesiedelt.
Die Stiftung wurde im Dezember 2011 gegründet und beschäftigt über 1000 Mitarbeiter in mehr als 55 Einrichtungen in Wiesbaden, im Rheingau-Taunus-Kreis, im Main-Taunus-Kreis, im Landkreis Limburg-Weilburg, in Hadamar, in Leipzig und Klipriver (Gemeinde Midvaal, Provinz Gauteng) in Südafrika. Die IFB-Stiftung ist weltanschaulich, unabhängig und gemeinnützig.
Geschäftsführender Vorsitzender des IFB e.V. ist Wolfgang Groh.
Die vom e.V. erbrachten Leistungen gliedern sich in folgende Bereiche:
- Känguru setzt bei der Frühförderung von Kindern an und unterstützt Familien, in denen ein Kind oder Jugendlicher mit Handicap lebt.
- Zuhause betreut Menschen mit besonderen Bedürfnissen in der eigenen Wohnung und bietet Freizeitangebote.
- JOB bietet Menschen mit Handicap berufliche Möglichkeiten auf dem ersten Arbeitsmarkt.
- SV Rhinos Wiesbaden ist das Sportangebot der IFB-Stiftung. Die Rollstuhl-Basketball-Mannschaft spielt in der 2. Bundesliga.
- Hospizium hilft in der letzten Lebensphase in den Einrichtungen Bärenherz, ADVENA und im Bereich „Hospiz für junge schwerstkranke Menschen“.
- Löwenmut ist die Initiative der IFB-Stiftung für schwerstkranke Kinder in Südafrika. In Klipriver, gehörend zu Midvaal in der Provinz Gauteng, betreibt Löwenmut ein Kinderhospiz für 21 Kinder[4].

## Auszeichnungen
Die zur IFB-Gruppe gehörende Stiftung Bärenherz wurde 2008 mit dem Bambi in der Kategorie Engagement ausgezeichnet.